# Kenneth O'Donnell
Kenneth O'Donnell, född 4 mars 1924 i Worcester, Massachusetts, död 9 september 1977 i Boston, Massachusetts, var en amerikansk politisk rådgivare. Han var Vita husets stabschef och president John F. Kennedys särskilde assistent från 1961 till 1963. Åren 1963–1965 var O'Donnell en av Lyndon B. Johnsons rådgivare och 1968 var han en av konsulterna vid Robert F. Kennedys presidentvalskampanj.

## Tidigt liv
O'Donnell föddes i Worcester, Massachusetts som son till två katoliker med irländskt ursprung. Han tog examen under andra världskriget och tjänstgjorde sedan i U.S. Army Air Forces under 1942-1945.

## Karriär
Efter kriget träffade O'Donnell  Robert F. Kennedy och blev god vän med honom. Deras vänskap gjorde att O'Donnell involverades i familjen Kennedys politiska karriärer och 1946 värvade Robert F.Kennedy O'Donell till att arbeta med John F. Kennedys första kongresskampanj. Några år senare kämpade både O'Donell och Robert Kennedy för att få in John F. Kennedy i USA:s senat.
Det var O'Donnell som arrangerade John F. Kennedys resa till Dallas och satt bakom presidentens limousin när Kennedy dödades. Detta tog hårt på O'Donnell, men något han blev ännu ledsnare över, var när hans vän Robert F. Kennedy sköts 1968.
I början av 1965 avgick O'Donnell från sin plats som medhjälpare till Lyndon B. Johnson och försökte vinna demokraternas nominering till guvernör. Han förlorade dock med 64 000 röster. Han tjänstgjorde som kampanjchef för att försöka få Robert F. Kennedy att bli president 1968, till dennes död.

## Död
Efter morden på hans två vänner blev O'Donnell deprimerad och började dricka mycket. Han lades in på sjukhus i Boston den 11 augusti 1977 på grund av en sjukdom, som orsakats av alkoholismen och dog en knapp månad senare, den 9 september 1977 i en ålder av 53 år.

## I populärkultur
I långfilmen Tretton dagar spelas rollen som Ken O'Donnell av Kevin Costner.